# Marcin (sufragan krakowski)
Marcin OFM (zm. w 1321 w Brnie) – biskup belgradzki, pierwszy biskup pomocniczy krakowski, franciszkanin.

## Życiorys
Marcin uważany jest za pierwszego biskupa pomocniczego diecezji krakowskiej. Wywodził się z zakonu franciszkańskiego. Około roku 1290 mianowany przez papieża biskupem belgradzkim (łac. Nanduralbensis). Jednak ze względu na panującą w regionie naddunajskim schizmę nie mógł objąć biskupstwa (również jego następcy, aż do roku 1380, nie pełnili swych funkcji faktycznie. Prawdopodobnie ze względu na powiązania z zakonem franciszkańskim Marcin przeniósł się (być może powrócił) bardziej na północ Europy.
W 1303 dokumenty odnotowują jego aktywność w diecezji krakowskiej. W styczniu 1303 roku wraz z biskupem krakowskim Janem Muskatą brał udział w Starym Sączu w rozstrzygnięciu sporu o prawo patronatu nad kościołem w Łącku. Jego pobyt w diecezji krakowskiej był prawdopodobnie dość krótki, bo już w 1306 podróżował z biskupem Antalem z węgierskiego Csanadu do Padwy. Później pełnił obowiązki biskupa pomocniczego w Ołomuńcu. Zmarł w klasztorze franciszkańskim w Brnie na Morawach w 1321.